# 43500 Chandler
43500 Chandler è un asteroide della fascia principale. Scoperto nel 1999, presenta un'orbita caratterizzata da un semiasse maggiore pari a 3,085560 UA e da un'eccentricità di 0,103849, inclinata di 2,894616° rispetto all'eclittica.